# Daboia

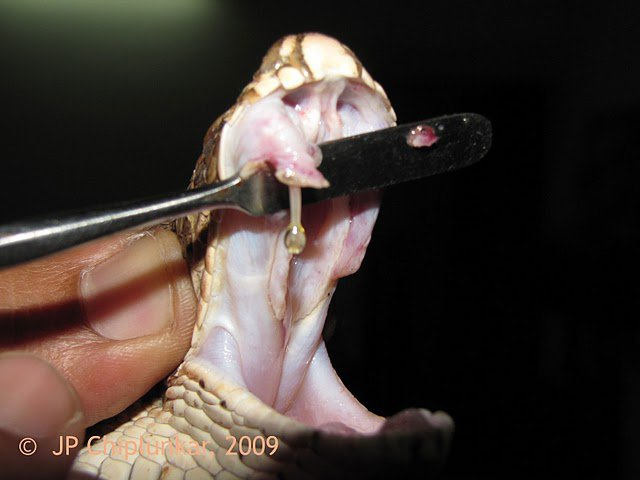
Nọc rắn

Daboia là một chi rắn độc Cựu Thế giới thuộc họ Rắn lục, được tìm thấy ở châu Á ở vùng Đông Nam Á, phía Nam Trung Quốc và Đài Loan, chúng sống ở các khu rừng nhiệt đới, cận nhiệt đới châu Á, bao gồm Việt Nam. Rắn Daboia là một trong 4 loài rắn có nọc độc ghê gớm nhất thế giới. Đây là chi rắn cực độc có thể biến người lớn thành trẻ con.

## Đặc điểm
Chiều dài tối đa của loài rắn này vào khoảng gần 1,7 m. Tuy nhiên, ở các vùng có điều kiện tự nhiên không thuận lợi thì chiều dài của rắn Daboia chỉ khoảng 1,2 m. Món ăn ưa thích của rắn Daboia là các loài gặm nhấm như chuột, thỏ. Con mồi của rắn Daboia sống gần với con người nên nguy cơ chúng tấn công người khá cao.

## Tấn công
Hàng trăm vụ rắn Daboia tấn công con người xảy ra hàng năm. Những con rắn trưởng thành vô cùng hung dữ và có thể tấn công con người bất cứ lúc nào nếu vô tình chạm vào chúng. Chỉ cần nhiễm phải 40 – 70 mg nọc độc sau cú đớp của chúng, một người trưởng thành sẽ nhanh chóng mất mạng. Ban đầu, nạn nhân sẽ bị phù nề, máu chảy kéo dài, sau đó tụt huyết áp, nhịp tim giảm và chỗ rắn cắn sẽ hoại tử. Khoảng 30 - 35% nạn nhân sẽ suy thận, các cục máu đông xuất hiện khắp các thành mạch và dẫn đến tử vong.
Những bệnh nhân may mắn thoát chết hứng chịu di chứng là từ một người trưởng thành bình thường, nạn nhân sẽ biến thành một đứa trẻ như trước dậy thì. Các hoóc môn sinh sản và ham muốn tình dục biến mất, ngực có thể biến mất, lông trên các bộ phận cơ thể rụng, cơ bắp mềm nhũn. Nguyên nhân dẫn đến hội chứng "trẻ hóa" khi nhiễm nọc rắn Daboia cắn là do việc thay đổi chất trong máu của nạn nhân. Chất độc, có tên Russell’s Viper sau khi xâm nhập cơ thể con người sẽ gây ra chảy máu khó kiểm soát, dẫn tới xuất huyết tuyến yên cơ quan sản xuất hoóc môn cho cơ thể.

## Các loài
Theo The Reptile Database:
- Daboia deserti (Anderson, 1892)
- Daboia mauritanica (Duméril & Bibron, 1848)
- Daboia palaestinae (Werner, 1938)
- Daboia russelii (Shaw & Nodder, 1797)
- Daboia siamensis (Smith, 1917)